# Adem Jashari

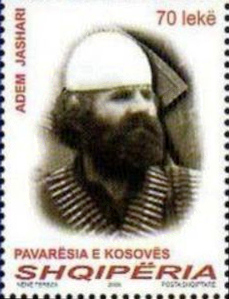
Adem Jashari

Adem Jashari  (tên khai sinh Fazli Jashari ; 28 tháng 11 năm 1955   - 7 tháng 3 năm 1998) là một trong những người sáng lập Quân đội Giải phóng Kosovo (KLA), một tổ chức ly khai ở Kosovo Albania đã chiến đấu đòi ly khai Kosovo  từ Cộng hòa Liên bang Nam Tư trong những năm 1990 và sự thành lập cuối cùng của một Albania lớn hơn.
Bắt đầu từ năm 1991, Jashari đã tham gia các cuộc tấn công chống lại cảnh sát Serbia trước khi tới Albania để được huấn luyện quân sự. Bị bắt vào năm 1993, Jashari được thả ra theo lệnh của Quân đội Albania và sau đó trở về Kosovo, nơi ông tiếp tục phát động các cuộc tấn công chống lại Nam Tư. Vào tháng 7 năm 1997, ông bị tòa án Nam Tư kết án vắng mặt vì khủng bố. Sau nhiều nỗ lực không thành công để bắt hoặc giết Jashari, cảnh sát Serbia đã phát động một cuộc tấn công vào nhà của Jashari ở Prekaz vào tháng 3 năm 1998. Trận chiến xảy ra sau đó đã dẫn đến cái chết của 58 thành viên trong gia đình Jashari, bao gồm cả Jashari, vợ, anh trai và con trai của ông.
Được coi là "cha đẻ của KLA", Jashari được coi là biểu tượng cho sự độc lập của người Kosovo bởi người dân tộc Albani tại nước này. Ông đã được truy tặng danh hiệu " Anh hùng Kosovo " sau tuyên bố độc lập của lãnh thổ tranh chấp vào năm 2008 [b] Nhà hát Quốc gia ở Pristina, Sân bay Quốc tế Pristina và Sân vận động Olympic Adem Jashari đã được đặt theo tên ông.

## Di sản
Adem Jashari đã được tôn vinh và trở thành huyền thoại bởi các cựu thành viên của KLA, một số người trong chính phủ và bởi xã hội Kosovar Albania dẫn đến các bài hát, văn học, tượng đài, đài tưởng niệm với đường phố và các tòa nhà mang tên ông trên khắp Kosovo. Được mệnh danh là "Chỉ huy huyền thoại" (tiếng Albania: Komandanti Legjendar) bởi người Albani,  Jashari được nhiều người ở Kosovo coi là "cha đẻ của KLA". Chân dung anh ta mang vũ khí tự động thường tô điểm cho các bức tường của những ngôi nhà có người dân tộc Albani sinh sống. Được coi là biểu tượng cho sự độc lập của người Albania gốc Kosovo, ngày kỷ niệm cái chết của Jashari được kỷ niệm hàng năm tại Kosovo  và nhà của ông đã được chuyển thành đền thờ. Cánh đồng nơi ông và gia đình bị chôn vùi đã trở thành nơi hành hương của người Albania gốc Kosovo, và một số tác giả đã đánh đồng Jashari với anh hùng dân tộc Albania Skanderbeg  cũng như phiến quân kaçak của Albania từ xưa. Sau tuyên bố độc lập của Kosovo năm 2008, Jashari đã được truy tặng danh hiệu "Anh hùng Kosovo" cho vai trò của mình trong Chiến tranh Kosovo. Sân vận động bóng đá ở Mitrovica,  Nhà hát Quốc gia ở Pristina  và Sân bay Quốc tế Pristina cũng được đặt theo tên ông.